# Sierras Chicas
Las Sierras Chicas son un cordón montañoso argentino, perteneciente a las Sierras de Córdoba, al noroeste de la Ciudad de Córdoba en la provincia homónima y al este del Valle de Punilla. Los comechingones denominaban Viarava a esta cordillera.
Se extienden unos 250 km desde la Capilla de Nuestra Señora del Rosario de Tegua, al sudeste del pueblo de Elena, al sur, hasta algunas lomadas bajas ubicadas al noroeste de la ciudad de Deán Funes por el norte. Hacia el noreste existe una llanura ondulada, y más al norte se elevan las sierras de Macha y las Sierras de Ambargasta, que se extienden hasta el sur de la provincia de Santiago del Estero.
Se diferencia de las Sierras Grandes o Altas Cumbres por su menor elevación: el cerro más alto de las Sierras Chicas es el Uritorco, de 1.979 m s. n. m., al este de Capilla del Monte; otra montaña notable es el Cerro Pan de Azúcar (1.260 m), al este de Cosquín.
Las Sierras Chicas están en disposición norte-sur y decrecen en su altura, siendo su punto máximo el Cerro Uritorco de 1.979 m s. n. m. Entonces, de norte a sur, los encadenamientos que la componen son: Sa. de Masa, Sa. de Copacabana, Sa. de los Pajarillos, al este de estos está la Sa. de la Higuerita, Sa. de Cuniputo, Sa. de Perchel y luego siguiendo hacia el sur se encuentra el encadenamiento de las Sierras Chicas quien le da el nombre al mismo, y hacia el este hay pequeñas Sierras, entre ella está: Sa. de Estefa, Sa. de Malagueño, Sa. de Ochoa, Sa. Chica, Sa. del Tala y Sa. de los Cóndores y culmina hacia el sur con la Sa. de Las Peñas.
De origen precámbrico, las Sierras Pampeanas (de las cuales las Sierras de Córdoba son su extremo sur) durante millones de años fueron reducidas a penillanuras, pero la orogenia Andina del Terciario las rejuveneció, elevando algunos bloques y hundiendo otros. Los cordones situados al oeste, más cerca de los Andes, al recibir más empuje resultaron más elevados; por el contrario, las Sierras Chicas están situadas en el límite oriental de las Sierras Pampeanas y consecuentemente sus alturas son modestas.
Morfológicamente este cordón montañoso se caracteriza por la suave sinuosidad de sus faldeos, suavidad que solo se ve interrumpida en la zona septentrional en donde se ubica el Uritorco. Como ocurre con casi todas las demás serranías de las sierras pampeanas, sus laderas orientales son de pendientes menos abruptas que las occidentales. Por eso mismo, los principales ríos y arroyos.
Al pie de estas atractivas serranías se encuentran varias localidades turísticas y ciudades satélites o localidades dormitorio de la urbe cordobesa, tales como La Calera, Saldán, Villa Allende, Mendiolaza, Unquillo, Río Ceballos, Salsipuedes, El Manzano, Agua de Oro, La Granja, Ascochinga, Jesús María, al este de las sierras; y Villa Carlos Paz, Bialet Massé, Cosquín, La Falda, Huerta Grande o La Cumbre, en el valle de Punilla, y Villa General Belgrano, Santa Rosa de Calamuchita y Embalse en el valle de Calamuchita, al norte Villa Tulumba, Cerro Colorado y al pie de esta San Francisco del Chañar
Los ríos que atraviesan las Sierras Chicas provenientes de la falda oriental de las Sierras Grandes lo hacen a través de profundas gargantas, razón por la cual han sido aprovechados por medio de diques para reservas de agua para las ciudades, como es el caso de los diques El Cajón, Mal Paso y La Quebrada, como también para la generación de energía hidroeléctrica en los diques San Roque, Los Molinos, Cerro Pelado (Río Grande), Arroyo Corto, Ministro Pistarini (Río Tercero) y Piedras Moras.
Las Sierras Chicas están surcadas por tres ríos antecedentes, es decir, que estaban antes de la formación de la cadena montañosa, estos son: Río Anisacate, Los Molinos y río Primero o Suquía.

## Sismicidad
Las Sierras Chicas están separadas de las Sierras Grandes por la «falla del frente occidental de las Sierras Chicas» que se extiende desde Villa Carlos Paz hasta Berrotarán y Elena. Además, son separadas entre ellas por los valles de Punilla, Calamuchita y el Valle de La Cruz, también por la Pampa de Achala y la Pampa de Olaen. Su potencial para generar sismos es desconocido; en 1955 se produjo en Villa Giardino, un temblor de 6.9 escala de Richter.